# Língua de sinais do Zimbábue
A Língua de Sinais do Zimbábue (em Portugal: Língua Gestual do Zimbábue) é a língua de sinais (pt: língua gestual) usada pela comunidade surda no Zimbábue.